# Dichaetomyia cilifemur
Dichaetomyia cilifemur este o specie de muște din genul Dichaetomyia, familia Muscidae, descrisă de Adrian C. Pont în anul 1974. Conform Catalogue of Life specia Dichaetomyia cilifemur nu are subspecii cunoscute.